# Anachis fenneli
Anachis fenneli är en snäckart som beskrevs av Radwin 1968. Anachis fenneli ingår i släktet Anachis och familjen Columbellidae. Inga underarter finns listade i Catalogue of Life.